# Hochfrequente Muskelstimulation
Die hochfrequente Muskelstimulation, auch Hochtontherapie genannt, ist ein Behandlungsverfahren aus dem Bereich der Elektrotherapie.
Im Gegensatz zur klassischen Elektrotherapie werden bei der hochfrequenten Muskelstimulation elektrische Wechselfelder im Frequenzbereich von etwa 4 bis 30 Kilohertz eingesetzt. Außerdem werden die Stromstärke und die Frequenz gleichzeitig moduliert. Als Hauptindikationen der Methode werden Rückenschmerzen, degenerative Gelenkerkrankungen (hier insbesondere: Kniearthrose), diabetische Polyneuropathie, Migräne und Kopfschmerzen, Wundheilung und Ödembehandlung angegeben. Die Wirksamkeit des Verfahrens ist bisher nicht nachgewiesen.
Die hochfrequente Muskelstimulation wurde von dem deutschen Neurologen und Psychiater Hans-Ulrich May patentiert. Sie wurde experimentell zur Behandlung der diabetischen Polyneuropathie eingesetzt. In einer Pilotstudie des Deutschen Diabetes-Zentrums Düsseldorf an insgesamt 41 Probanden mit Diabetes Typ 1 und 2 wurde eine positive Wirkung der hochfrequenten Muskelstimulation bei der symptomatischen Behandlung der Krankheit vermutet. Dabei berichteten 16 von 20 Probanden von einer deutlichen subjektiven Verbesserung der Symptome nach der hochfrequenten Muskelstimulation. In der Kontrollgruppe, die mit transkutaner elektrischer Nervenstimulation (TENS) behandelt wurde, gaben 7 von 21 Probanden an, dass die Symptome deutlich zurückgegangen seien, was statistisch nicht signifikant ist. Allerdings traten die Beschwerden bei beiden Behandlungen nach einigen Tagen erneut auf, so dass eine dauerhafte Behandlung nötig erscheint.
Bei einer weiteren klinischen Studie, die im Universitätsklinikum Heidelberg durchgeführt wurde, berichteten 13 von 20 Patienten von einer subjektiven Verbesserung der Symptome. Allerdings wurde bei dieser Studie keine Kontrollgruppe untersucht, womit diese Studie nur einen geringen Aussagewert hat.
Um die Beschwerden dauerhaft zu lindern, sollte – so die Befürworter der Methode – die Therapie dreimal pro Woche für 30 Minuten angewendet werden. Ansonsten würden die Beschwerden wieder zurückkehren. Trotz nicht dargelegter Wirksamkeit bieten rund 400 Mediziner bundesweit, sowie fünf diabetologische Schwerpunktkliniken, die Behandlung an. Die Kosten der hochfrequenten Muskelstimulation werden von den Krankenkassen nicht übernommen.
Der IGeL-Monitor des Medizinischen Dienstes Bund bewertet die Hochtontherapie mit „unklar“. Es gebe zwar keine Hinweise auf mögliche Schäden, aber auch keine Hinweise auf einen Nutzen. Lediglich zwei Studien hielten gewissen formalen Qualitätskriterien stand, eine zu Durchblutungsstörungen und eine zu einer Begleiterkrankung des Diabetes, der diabetischen Polyneuropathie. Beide Untersuchungen hätten jedoch den Charakter von Pilotstudien und seien damit für eine belastbare Aussage nicht geeignet. Zu diesem Ergebnis kam 2014 auch der Hauptverband der österreichischen Sozialversicherungsträger.
Die häufig zitierte Studie von Reichstein, die die transkutane elektrische Nervenstimulation (TENS) mit Hochtontherapie verglich, ist laut der Auswertung der Wissenschaftler des IGeL-Monitor wenig aussagekräftig. In der Studie berichteten deutlich mehr Probanden von einer Linderung ihrer Symptome, wenn sie mit Hochtontherapie behandelt wurden. Allerdings schien der Effekt nach wenigen Tagen nicht mehr zu bestehen. Die Ergebnisse ließen also keine Aussagen über mittel- oder langfristige Effekte zu. Da auch die Studie zur Durchblutungsstörung (periphere arterielle Verschlusskrankheit, kurz pAVK) methodische Schwächen aufweise, könnten sich versprochene Behandlungserfolge nicht auf wissenschaftliche Belege stützen.